# Denebola
Denebola, cũng được đặt ký hiệu là Beta Leonis (β Leonis, viết tắt là Beta Leo, β Leo) là ngôi sao sáng thứ hai trong chòm sao cung Hoàng Đạo Sư Tử, mặc dù hai hợp thành của sao đôi quang học γ Leonis thì không được tách bạch khi nhìn bằng mắt thường và có độ sáng kết hợp lại lớn hơn cả β. Nó là một ngôi sao dãy chính loại A với khối lượng lớn hơn 75% Mặt trời và gấp mười lăm lần độ sáng của Mặt trời. Dựa trên các phép tính thị sai từ vệ tinh trắc lượng học thiên thể Hipparcos, ngôi sao này cách Mặt trời khoảng 36 năm ánh sáng (11 parsec). Cấp sao biểu kiến của nó là 2,14, có thể nhìn thấy được bằng mắt thường. Denebola được nghi ngờ là một sao biến quang loại Delta Scuti, có nghĩa là độ sáng của nó biến đổi rất nhẹ trong một khoảng thời gian kéo dài vài tiếng đồng hồ.

## Thuộc tính
Denebola là một ngôi sao khá trẻ với tuổi thọ ước tính nhỏ hơn 400 triệu năm. Các quan sát giao thoa cung cấp một bán kính khoảng 173% của Mặt trời. Tuy nhiên, tốc độ tự quay cao dẫn tới một hình dáng cầu dẹt với một chỗ phình ra ở xích đạo. Nó có khối lượng hơn Mặt trời 75%, kết quả là nó có độ sáng chung cao hơn nhiều và một tuổi thọ ngắn hơn trong dãy chính.
Dựa vào quang phổ của ngôi sao này, nó có phân loại sao là A3 Va, với phân loại độ sáng 'Va' ám chỉ rằng đây là một sao lùn đặc biệt sáng, một ngôi sao dãy chính phát ra năng lượng thông qua phản ứng tổng hợp hydro ở lõi của nó. Nhiệt độ thực tế của vỏ ngoài của sao Denebola là vào khoảng 8.500 K, dẫn tới màu trắng thường thấy ở các ngôi sao loại A. Sao Denebola có một vận tốc tự quay cao là 128 km/s, tức là có cùng bậc độ lớn với ngôi sao tự quay rất nhanh Achernar. So sánh điều này với tốc độ tự quay ở xích đạo thong thả hơn của Mặt trời là 2 km/s. Ngôi sao này được tin là một ngôi sao biến quang Delta Scuti, tức là có biến đổi độ sáng với độ lớn 0,025 khoảng mười lần mỗi ngày.

## Trong văn hóa
Trong chiêm tinh học, Denebola được tin là báo hiệu điềm xui và sự thất thế.